# بوبي تومسون
بوبي تومسون (بالإنجليزية: Bobby Thomson)‏ (21 مارس 1955 بغلاسكو في المملكة المتحدة - ) هو لاعب كرة قدم بريطاني في مركز الوسط. لعب مع سانت جونستون ونادي بلاكبول ونادي ساوثبورت ونادي ميدلزبره ونادي هارتلبول يونايتد ونادي هيبرنيان وهاميلتون أكاديميكال ورابطة كرة القدم الاسكتلندية الحادية عشر ‏ ونادي غرينوك مورتون.

## وصلات خارجية
- بوبي تومسون على موقع قاعدة بيانات كرة القدم.إي يو (الإنجليزية)